# Jean Gautherin

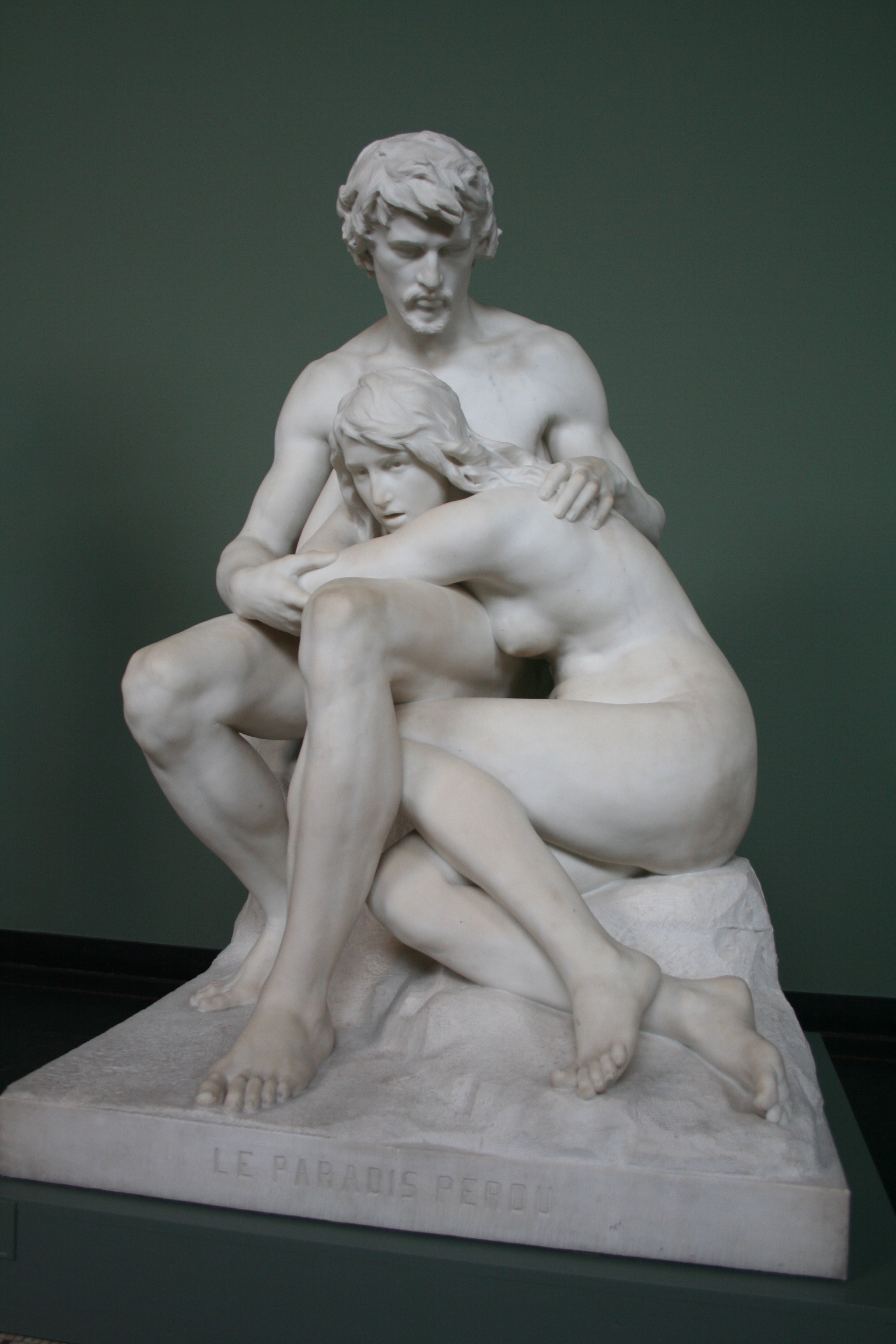
Det förlorade paradiset.

Jean Gautherin, född 28 december 1840 i Nièvre, död 21 juli 1890 i Paris, var en fransk skulptör. 
Gautherin var elev till Paul Dubois och Alexandre Falguière med flera. Han utförde under sin karriär flera monumentala arbeten. Till hans skapelser hör bland annat gruppen Clotilde de Surville (till ära för en skaldinna, vilkens dikter sedan befanns vara en mystifikation, 1874, i marmor 1877, i franska statens ägo), gruppen Det förlorade paradiset (1878, i marmor 1881, i Parc Monceau), Diderots staty på Boulevard Saint-Germain och Arbetet (staty 1884, i brons, tidigare i Conservatoire des arts et métiers). I Glyptoteket i Köpenhamn är Gauthier representerad av samtliga dessa verk i marmor eller gips samt även av en sittande staty av kejsarinnan Maria Fjodorovna av Ryssland (marmor, 1889) och av porträttbyster och skisser.